# Voleibol en los Juegos Panamericanos

Voleibol

El voleibol, tanto masculino como femenino, se juega en los Juegos Panamericanos desde 1955, año en el que el evento multideportivo fue organizado en la Ciudad de México, México.

## Torneo masculino
| Edición             | País sede            | Oro            | Plata          | Bronce    |
| ------------------- | -------------------- | -------------- | -------------- | --------- |
| México 1955         | México               | Estados Unidos | México         | Brasil    |
| Chicago 1959        | Estados Unidos       | Estados Unidos | Brasil         | México    |
| São Paulo 1963      | Brasil               | Brasil         | Estados Unidos | Argentina |
| Winnipeg 1967       | Canadá               | Estados Unidos | Brasil         | Cuba      |
| Cali 1971           | Colombia             | Cuba           | Estados Unidos | Brasil    |
| México 1975         | México               | Cuba           | Brasil         | México    |
| San Juan 1979       | Puerto Rico          | Cuba           | Brasil         | Canadá    |
| Caracas 1983        | Venezuela            | Brasil         | Cuba           | Argentina |
| Indianápolis 1987   | Estados Unidos       | Estados Unidos | Cuba           | Brasil    |
| La Habana 1991      | Cuba                 | Cuba           | Brasil         | Argentina |
| Mar del Plata 1995  | Argentina            | Argentina      | Estados Unidos | Cuba      |
| Winnipeg 1999       | Canadá               | Cuba           | Brasil         | Canadá    |
| Santo Domingo 2003  | República Dominicana | Venezuela      | Cuba           | Brasil    |
| Río de Janeiro 2007 | Brasil               | Brasil         | Estados Unidos | Cuba      |
| Guadalajara 2011    | México               | Brasil         | Cuba           | Argentina |
| Toronto 2015        | Canadá               | Argentina      | Brasil         | Canadá    |
| Lima 2019           | Perú                 | Argentina      | Cuba           | Brasil    |
| Santiago 2023       | Chile                | Brasil         | Argentina      | Colombia  |

### Medallero histórico
Actualizado a Santiago 2023.
| #     | País           |    |    |    | Total |
| ----- | -------------- | -- | -- | -- | ----- |
| 1     | Brasil         | 5  | 7  | 5  | 17    |
| 2     | Cuba           | 5  | 5  | 3  | 13    |
| 3     | Estados Unidos | 4  | 4  | 0  | 8     |
| 4     | Argentina      | 3  | 1  | 4  | 8     |
| 5     | Venezuela      | 1  | 0  | 0  | 1     |
| 6     | México         | 0  | 1  | 2  | 3     |
| 7     | Canadá         | 0  | 0  | 3  | 3     |
| 8     | Colombia       | 0  | 0  | 1  | 1     |
| Total | Total          | 18 | 18 | 18 | 54    |

### MVPpor edición
- 1955 – 1999 – Desconocido
- 2003 –  Ernardo Gómez
- 2007 –  Gilberto Godoy Filho
- 2011 –  Wilfredo Leon
- 2015 –  Facundo Conte
- 2019 –  Nicolás Bruno

## Torneo femenino
| Edición             | País sede            | Oro                  | Plata          | Bronce               |
| ------------------- | -------------------- | -------------------- | -------------- | -------------------- |
| México 1955         | México               | México               | Estados Unidos | Brasil               |
| Chicago 1959        | Estados Unidos       | Brasil               | Estados Unidos | Perú                 |
| São Paulo 1963      | Brasil               | Brasil               | Estados Unidos | México               |
| Winnipeg 1967       | Canadá               | Estados Unidos       | Perú           | Cuba                 |
| Cali 1971           | Colombia             | Cuba                 | Perú           | México               |
| México 1975         | México               | Cuba                 | Perú           | México               |
| San Juan 1979       | Puerto Rico          | Cuba                 | Perú           | Brasil               |
| Caracas 1983        | Venezuela            | Cuba                 | Estados Unidos | Perú                 |
| Indianápolis 1987   | Estados Unidos       | Cuba                 | Perú           | Estados Unidos       |
| La Habana 1991      | Cuba                 | Cuba                 | Brasil         | Perú                 |
| Mar del Plata 1995  | Argentina            | Cuba                 | Estados Unidos | Canadá               |
| Winnipeg 1999       | Canadá               | Brasil               | Cuba           | Estados Unidos       |
| Santo Domingo 2003  | República Dominicana | República Dominicana | Cuba           | Estados Unidos       |
| Río de Janeiro 2007 | Brasil               | Cuba                 | Brasil         | Estados Unidos       |
| Guadalajara 2011    | México               | Brasil               | Cuba           | Estados Unidos       |
| Toronto 2015        | Canadá               | Estados Unidos       | Brasil         | República Dominicana |
| Lima 2019           | Perú                 | República Dominicana | Colombia       | Argentina            |
| Santiago 2023       | Chile                | República Dominicana | Brasil         | México               |

### Medallero histórico
Actualizado a Santiago 2023.
| #     | País                 |    |    |    | Total |
| ----- | -------------------- | -- | -- | -- | ----- |
| 1     | Cuba                 | 8  | 3  | 1  | 12    |
| 2     | Brasil               | 4  | 4  | 2  | 10    |
| 3     | República Dominicana | 3  | 0  | 1  | 4     |
| 4     | Estados Unidos       | 2  | 5  | 5  | 12    |
| 5     | México               | 1  | 0  | 4  | 5     |
| 6     | Perú                 | 0  | 5  | 3  | 8     |
| 7     | Colombia             | 0  | 1  | 0  | 1     |
| 8     | Canadá               | 0  | 0  | 1  | 1     |
| 9     | Argentina            | 0  | 0  | 1  | 1     |
| Total | Total                | 18 | 18 | 18 | 54    |

### MVPpor edición
- 1955 – 1999 – Desconocido
- 2003 –  Yudelkys Bautista
- 2007 –  Nancy Carrillo
- 2011 –  Yoana Palacios
- 2015 –  Carli Lloyd
- 2019 –  Bethania de la Cruz
- 2023 –  Niverka Marte

## Medallero histórico ambas ramas
Actualizado a Santiago 2023.
| #  | País                 |    |    |   | Total |
| -- | -------------------- | -- | -- | - | ----- |
| 1  | Cuba                 | 13 | 8  | 4 | 25    |
| 2  | Brasil               | 8  | 10 | 7 | 25    |
| 3  | Estados Unidos       | 6  | 9  | 5 | 20    |
| 4  | Argentina            | 3  | 0  | 5 | 8     |
| 5  | República Dominicana | 3  | 0  | 1 | 4     |
| 6  | México               | 1  | 1  | 5 | 7     |
| 7  | Venezuela            | 1  | 0  | 0 | 1     |
| 8  | Perú                 | 0  | 5  | 3 | 8     |
| 9  | Colombia             | 0  | 1  | 1 | 2     |
| 10 | Canadá               | 0  | 0  | 4 | 4     |